# Incroyable mais vrai
Incroyable mais vrai és una pel·lícula de comèdia negra franco-belga del 2022 escrita i dirigida per Quentin Dupieux. És protagonitzada per Alain Chabat, Léa Drucker, Benoît Magimel i Anaïs Demoustier. A la pel·lícula, Alain (Chabat) i Marie (Drucker) veuen les seves vides cap per avall després de traslladar-se a una nova casa que té un misteriós túnel al soterrani.

## Argument
Alain, que treballa com a corredor d'assegurances, busca comprar una casa nova als suburbis de França amb la seva dona, Marie. L'agent immobiliari, Franck Chaise, revela que el túnel al soterrani d'una casa fa que qualsevol persona que entri reverteixi l'envelliment en tres dies, però fa que el temps avanci ràpidament 12 hores. Animada per això, Marie convenç Alain de comprar la casa.
Alain convida el seu cap, Gérard, i la seva xicota Jeanne a visitar la casa; La Marie passa la major part de la trobada al túnel, que fa servir habitualment. Durant el sopar, sota la pressió de la Jeanne, Gérard revela que li van trasplantar un penis electrònic, que controla mitjançant el seu telèfon intel·ligent. Uns dies després, Gérard es lesiona el penis després de caure per un camp de tir; com que va ser trasplantat al Japó, Gérard viatja al país per reparar-lo i encarrega a l'Alain que informi a la Jeanne que va de viatge de negocis. A la llibreria on treballa, Jeanne fa avenços sexuals no corresposts a Alain.
Després que l'Alain descrigui que no està convençut dels efectes del túnel, la Marie agafa una poma podrida a dins; quan emergeix, ja no sembla podrida però quan l'Alain fa una mossegada, s'omple de formigues. Després de visitar a Doctor Urgent, la parella s'adona que el túnel només inverteix l'envelliment de la pell; internament, la persona manté la mateixa edat.
Marie revela el seu desig de ser més jove i ser una model famosa. Gérard es posa en contacte amb Alain per demanar-li que compri un regal d'aniversari per a Jeanne. L'Alain es troba amb Franck i li pregunta sobre els impactes sobre la salut del túnel, que aconsella que s'utilitzi amb moderació per evitar danys físics i psicològics greus. L'Alain és testimoni de que Jeanne enganya Gérard amb un empleat de la llibreria.
Gérard finalment torna a França, després d'haver allargat la seva estada al Japó després que el seu penis inicialment falla en la seva reparació. Aleshores es mostra que Gérard té una xicota diferent, Mimi, amb qui finalment es casa; Gérard segueix això amb diverses relacions fallides amb altres dones. La Marie i l'Alain continuen discutint pel túnel, fent que intenti tancar-lo.
Marie finalment emergeix com una jove de 19 anys i lluita en els seus intents per convertir-se en model. El penis d'en Gérard s'encén mentre condueix, provocant-li un greu accident de trànsit. Després que Marie pateix una crisi nerviosa, Alain finalment tanca el túnel i Marie és hospitalitzada, on es talla ella mateixa per revelar que està plena de formigues.

## Repartiment
- Alain Chabat com a Alain
- Léa Drucker com a Marie
  - Roxane Arnal com a Marie, 19 anys
- Benoît Magimel com a Gérard
- Anaïs Demoustier com a Jeanne
- Stéphane Pézerat com a Franck Chaise
- Lena Lapres com a Mimi
- Nagisa Morimoto
- Grégoire Bonnet com a Doctor Urgent
- Marie-Christine Orry com a Madame Lanvin
- Mikaël Halimi
- Michel Hazanavicius com a fotògraf

## Producció
A principis de gener de 2021, Wild Bunch International va anunciar l'estrena de diverses pel·lícules franceses malgrat les estrictes restriccions imposades per la pandèmia del COVID-19. Una d'aquestes pel·lícules seria "Incroyable mais vrai", una comèdia dirigida per Quentin Dupieux.
El rodatge es va acabar a finals de 2020 i la pel·lícula es va estrenar al 72è Festival Internacional de Cinema de Berlín com a Gala Especial de la Berlinale.

## Recepció
Al lloc web de l'agregació de ressenyes Rotten Tomatoes, la pel·lícula té una puntuació d'aprovació del 96% basada en 24 ressenyes, amb una valoració mitjana de 7,30/10. Metacritic va assignar a la pel·lícula una puntuació mitjana ponderada de 75 sobre 100, basada en 7 crítics, indicant "crítiques generalment favorables".
Per L'Humanité, «l noi dolent del cinema francès no s'ha calmat»; 20 Minutes parla de «comèdia boja i divertida», Le Monde, de «un enorme forat i un penis artificial que es combinen a voluntat per a pintar un quadre grotesc de l'imaginari suburbà, tan tosc com bast». Marianne, de «quartet grotesc», Paris Match, d'un «hilarant retrat de Dorian Gray sobre la inevitable podridura», GQ, de «pel·lícula en el millor dels casos menor, i en el pitjor, artificial, que avorreix més que inquieta per la seva falta de direcció»,Les Échos d'un «un cinema tan enginyós com superficial», i Première, de «l'aspecte pseudo-cool del seu cinema que queda nu per a revelar només la part basta». Libération estima que Dupieux, «en aquest exercici tan perillós de comèdia sobre crisi de parella, (…) és sorprenentment precís i aconsegueix per primera vegada alguna cosa que ja no esperàvem d'ell: emocionar-nos».

## Taquilla
El dia de la seva estrena a França, la comèdia de Quentin Dupieux va vendre 25.101 entrades, amb 377 còpies, situant-se en el primer lloc de la taquilla, per davant d'una altra comèdia francesa, Fratè.'Després d'una primera setmana d'estrena, la pel·lícula va aconseguir el tercer lloc de taquilla, amb 133.330 espectadors, darrere de Top Gun: Maverick (471.870) i per davant de Champagne (68.518). La setmana següent, amb 78.854 espectadors addicionals, la comèdia va superar els 200.000 espectadors, però va caure al sisè lloc en taquilla, darrere de Black Phone (127.715) i per davant de The Perfect Man (55.577).

## Premis
Va formar part de la secció oficial al LV Festival Internacional de Cinema Fantàstic de Catalunya, on va obtenir el premi al millor guió.